# Geistige Behinderung
Geistige Behinderung (seltener kognitive Behinderung, mentale Retardierung oder intellektuelle Retardierung) ist nach der Definition der American Association on Intellectual and Developmental Disability (AAIDD), der Weltgesundheitsorganisation (WHO) und dem ICD-10 charakterisiert „durch eine signifikante Einschränkung im Bereich der geistigen Funktionen und in Bereichen des adaptiven Verhaltens, welche sich in den konzeptionellen, sozialen und praktischen Fähigkeiten widerspiegeln. Die Behinderung manifestiert sich vor dem 18. Lebensjahr.“ Der Begriff wurde durch die 1958 gegründete Elternvereinigung Lebenshilfe für das geistig behinderte Kind in Abgrenzung zu den zuvor üblichen Bezeichnungen wie „Idiotie“ oder „schwerer Schwachsinn“ etabliert.
Eine geistige Behinderung macht sich meist durch eine Intelligenzminderung im frühen Kindesalter bemerkbar. Diese kann mit weiteren Entwicklungsstörungen einhergehen, z. B. im Spracherwerb und Sozialverhalten, in der Wahrnehmung, psychischen Entwicklung sowie in der Motorik.
Menschen, deren geistige Beeinträchtigungen sie in Wechselwirkung mit einstellungs- und umweltbedingten Barrieren an der gleichberechtigten Teilhabe an der Gesellschaft mit hoher Wahrscheinlichkeit länger als sechs Monate hindern können und deren Körper- und Gesundheitszustand von dem für das Lebensalter typischen Zustand abweicht, zählen zu den Menschen mit Behinderungen im Sinne des deutschen Behindertenrechts (§ 2 Abs. 1 SGB IX) und der UN-Behindertenrechtskonvention.
Alters- oder krankheitsbedingter Verlust vorher beherrschter Fertigkeiten (und damit auch der Intelligenz) wird als Demenz bezeichnet. Bei dauerhaften Beeinträchtigungen durch psychische oder neurologische Erkrankungen, die sich primär durch Denkstörungen bei (weitgehend) erhaltener Intelligenz darstellen, spricht man von einer psychischen Behinderung. Allgemein können psychische, körperliche und geistige Behinderungen unabhängig voneinander oder auch kombiniert auftreten (Mehrfachbehinderung).

## Diagnose

### Intelligenztest
Eine Diagnose der geistigen Behinderung bezieht sich oft auf die Messung einer deutlichen Intelligenzminderung mit Hilfe standardisierter Intelligenztests. Ein Intelligenzquotient (IQ) im Bereich von 70 bis 85 ist unterdurchschnittlich; in diesem Fall spricht man von einer Lernbehinderung. Ein IQ unter 70 bedingt dann die Diagnose einer leichten Intelligenzminderung, erst bei einem IQ von unter 50 wird von einer mittleren bis schweren geistigen Behinderung ausgegangen. Eine weitere Unterteilung dieses Bereiches wird von manchen Autoren als obsolet angesehen, da es keine Messverfahren gibt, die hier valide und reliable Ergebnisse mit der nötigen Trennschärfe ergeben. Auch heute ist die Zuschreibung einer geistigen Behinderung per Intelligenzmessung sehr umstritten. IQ-Tests werden zwar regelmäßig durchgeführt, aber nicht als alleiniger Wert interpretiert. Teilweise ist die Durchführung eines Intelligenztests wegen einer körperlichen Behinderung oder einer Verhaltensstörung nicht möglich.

### Andere Diagnoseverfahren
Die individuelle Einzelfallbeschreibung im Rahmen einer systemischen Analyse der Mensch-Umfeld-Verhältnisse ist heute üblich: Ist selbständiges Essen und Trinken, Ankleiden möglich? Im Bereich der geringsten Intelligenzleistungen, die bei schweren Krankheitsbildern, Verwachsungen im Gehirn oder kriegsbedingt zerstörten Hirnteilen auftreten, wurde früher die Klassische Konditionierung auf bestimmte Reize diagnostisch verwendet: Lässt sich der Patient mit positiven Reizen oder regelmäßigen Gewohnheiten (Süßigkeiten, Essenszeiten) konditionieren, oder können nur noch aversive Reize mit einer Vermeidungsreaktion verbunden werden? Klinisch wurde die Diagnose vor allem im Sinn einer Grenzangabe (z. B. grenzdebil) verwendet, obgleich auch eine Skalierung mit Punktwerten vornehmbar war. Die Angaben verloren daher im unteren Bereich ihren Wert als Verteilungsfunktion und waren eine reine diagnostische Klasse.

## Differentialdiagnose
Einige Krankheits- oder Behinderungsbilder ähneln oberflächlich der geistigen Behinderung, sind jedoch im Sinne einer Differentialdiagnose von ihr zu unterscheiden. Das ist zum Beispiel der frühkindliche Autismus, die psycho-soziale Deprivation (auch Deprivationssyndrom oder Hospitalismus), die Demenz oder auch hirnorganische Krankheiten. Auch die sogenannte Pseudodebilität (auch: Pseudodemenz, beim Erwachsenen Ganser-Syndrom) ist von der geistigen Behinderung zu unterscheiden, denn hier ist die kognitive Beeinträchtigung Konversionssymptom. Die hauptsächlichen Unterscheidungen bestehen darin, dass die geistige Behinderung von Anfang an besteht, dass keine Wahnsymptome vorhanden sind und dass das Sozialverhalten nicht autistisch ist.

## Symptome
Am auffälligsten sind die Verzögerung der kognitiv-intellektuellen Entwicklung im Kindesalter, die Lernschwierigkeiten in der Schule und das herabgesetzte Abstraktionsvermögen (wie Hängenbleiben am Detail oder am sinnlich Wahrgenommenen, Leichtgläubigkeit). Nicht nur die durchschnittlich maximal erreichbare Intelligenz, sondern teilweise auch das Anpassungsvermögen und die soziale und emotionale Reife sind beeinträchtigt.
Eine geistige Behinderung ist häufig mit anderen Besonderheiten verbunden (wie Autismus, Fehlbildungen des Gehirns, Lernstörungen, Beeinträchtigung der Motorik und der Sprache). Sie beeinflusst nicht unbedingt die Fähigkeit, Gefühle zu empfinden wie Freude, Wut oder Leid, jedoch zum Teil die Fähigkeit, mit diesen Gefühlen umzugehen und sie (lautsprachlich) zu kommunizieren.
Die Lebenserwartung von Menschen mit einer geistigen Behinderung ist durchschnittlich zwölf Jahre niedriger als die der Gesamtbevölkerung, und bei ihnen tritt Gebrechlichkeit früher auf.

## Ursachen

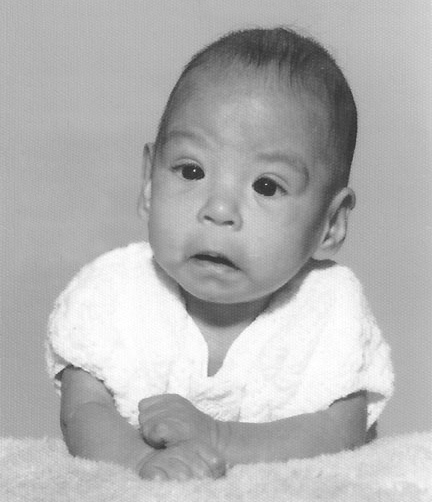
Baby mit typischen Gesichtsmerkmalen des Fetalen Alkoholsyndroms, ausgelöst durch Alkoholkonsum in der Schwangerschaft: kleine Augen, glattes Philtrum, schmale Oberlippe

Als Ursachen für eine geistige Behinderung gelten einerseits endogene Faktoren, die meist eine erbliche Grundlage (Erbkrankheiten) oder Chromosomen-Besonderheiten wie Down-Syndrom, Sotos-Syndrom oder Katzenschrei-Syndrom aufweisen; exogene Faktoren während der Schwangerschaft sind erworbene cerebrale Schädigungen des Embryos durch beispielsweise
- Alkoholkonsum der Schwangeren
- Gehirnentzündung/Hirnhautentzündung
- Kretinismus
- Unterernährung der Schwangeren (zum Beispiel durch Hungersnot, Essstörung, rituelles Fasten (z. B. Ramadan), diese führen zu einer früheren Geburt und geringerem Geburtsgewicht)[6]
- radioaktive Bestrahlung der Schwangeren (siehe auch Strahlenkrankheit)
- Unfall
- Sauerstoffmangel während der Geburt

Niedrige Vitamin-D-Blutwerte sind möglicherweise ungünstig für die Gehirnleistung. Darauf deuten Daten einer US-Studie mit 858 Teilnehmern über 65 Jahre hin. Bei Teilnehmern mit niedrigen Vitamin-D-25-OH-Werten zu Studienbeginn (unter 25 nmol/l) war nach sechs Jahren die Rate für kognitive Beeinträchtigungen um 60 % höher als bei Teilnehmern mit hohen Werten (über 75 nmol/l) und um 31 % höher als bei ausreichenden Ausgangswerten. Die häufigste genetische Ursache von geistigen Behinderungen ist das Down-Syndrom. Die häufigste nicht genetische Ursache von geistiger Behinderung ist das fetale Alkoholsyndrom, das durch Alkoholkonsum der Schwangeren ausgelöst oder verursacht wird.
Eindeutige Ursachenzuschreibungen sind manchmal schwierig bzw. nicht möglich. In vielen Fällen sind sie – in Form einer „Schuldzuschreibung“ – auch für eine rechtzeitige Frühförderung und Förderung eher hinderlich oder kontraproduktiv.

### Genetik
Die häufigste genetische Ursache von verminderter Intelligenz ist das Down-Syndrom mit einer durchschnittlichen Häufigkeit (Prävalenz) von etwa 1:500. Auch andere Chromosomenaberrationen können die neuronale Entwicklung beeinträchtigen. Im Gegensatz zu Erbkrankheiten sind Chromosomenaberrationen erst kurz vorher in einer Eizelle der Mutter entstanden. Erbkrankheiten im engeren Sinn sind seltene bis sehr seltene Mutationen, die meist bereits über mehrere Generationen übertragen wurden.
Im Folgenden eine Liste der Erbkrankheiten, die zu neuronalen Entwicklungsstörungen mit verminderter Intelligenz beim Neugeborenen führen können.
| Name                                                                | Erbgang                                    | Häufigkeit           | ICD-10                  | OrphaNet | Betroffene Gene/Proteine |
| ------------------------------------------------------------------- | ------------------------------------------ | -------------------- | ----------------------- | -------- | --- |
| Börjeson-Forssman-Lehmann-Syndrom                                   | X rezessiv                                 | ?                    | Q87.8                   | 127      | PHF6 |
| Brunner-Syndrom                                                     | X rezessiv                                 | ?                    | E70.8 F54               | 3057     | MAOA (Monoaminooxidase) |
| Coffin-Lowry-Syndrom                                                | X rezessiv                                 | 2 / 100,000          | F78.8                   | 192      | RPS6KA3 |
| Cornelia-de-Lange-Syndrom                                           | X rezessiv / autosomal dominant            | gesamt 1–9 / 100,000 | Q87.1                   | 199      | NIPBL, SMC1A, SMC3 |
| Cri du Chat                                                         | Partielle Monosomie am Chromosom 5         | 1 / 50,000           | Q93.4                   | 281      | |
| FG-Syndrom                                                          | X rezessiv                                 | >1 / 1,000           | Q87.8                   | 323      | BRWD3, CASK, FLNA, MED12, UPF3B |
| Fragiles-X-Syndrom                                                  | X rezessiv                                 | 5–9 / 10,000         | Q99.2                   | 908      | FMR1 (Fragile-X-Mental-Retardation-1-Protein) |
| FRAXE-Syndrom                                                       | X rezessiv                                 | 1–9 / 1,000,000      | -                       | 100973   | AFF2 |
| Hennekam-Syndrom                                                    | autosomal rezessiv                         | unter 1: 1,000,000   | -                       | 2136     | CCB1 |
| Joubert-Syndrom                                                     | sporadisch                                 | über 100 Fälle       | Q04.3                   | 475      | INPP5E |
| Lujan-Fryns-Syndrom                                                 | X rezessiv                                 | ?                    | F79                     | 776      | MED12, UPF3B |
| Martsolf-Syndrom                                                    | autosomal rezessiv                         | unter 20 Fälle       | Q87.8                   | 1387     | RAB3GAP2 |
| MASA-Syndrom                                                        | X rezessiv                                 | 1–9 / 100,000        | G11.4                   | 2466     | L1CAM |
| Mikrozephalie, primäre                                              | autosomal rezessiv                         | gesamt 2–4 / 100,000 | Q02                     | 2512     | ASPM, CDK5RAP2, CENPJ, CEP152, MCPH1, STIL |
| Morbus Gaucher                                                      | autosomal rezessiv                         | 1–9 / 100,000        | E75.2                   | 355      | GBA |
| Mukopolysaccharidose                                                | Enzymdefekte, Lysosomale Speicherkrankheit |                      | E76.0 E76.1 E76.2 E76.3 | 79213    | |
| Nordisches Epilepsiesyndrom, (Neuronale Ceroid-Lipofuszinose Typ 8) | autosomal rezessiv                         | unter 1 / 1,000,000  | E75.4                   | 1947     | CLN8 |
| Partington-Syndrom                                                  | X rezessiv                                 | unter 1 / 1,000,000  | -                       | 94083    | ARX |
| Pierre-Robin-Sequenz                                                | verschiedene Formen                        | 1–9 / 100,000        | Q87.0                   | 718      | |
| Renpenning-Syndrom                                                  | X rezessiv                                 | ?                    | -                       |          | PQBP1 |
| Rett-Syndrom, atypisches                                            | dominant                                   | 1–9 / 100,000        | G40.3                   | 3095     | CDKL5, FOXG1, MECP2, NTNG1 |
| Rubinstein-Taybi-Syndrom                                            | autosomal dominant oder unbekannt          | 1–9 / 100,000        | Q87.2                   | 783      | CBP, p300 |
| Sjögren-Larsson-Syndrom                                             | autosomal rezessiv                         | 1–9 / 1,000,000      | E71.3                   | 816      | ALDH3A2 (Fettaldehyd-Dehydrogenase) |
| Snyder-Robinson-Syndrom                                             | X rezessiv                                 | 11 Fälle             | -                       | 3063     | SMS |
| Tyrosinämie Typ II                                                  | autosomal rezessiv                         | <1 / 1,000,000       | E70.2                   | 28378    | TAT (Tyrosin-Aminotransferase) |
| West-Syndrom                                                        | ?                                          | 1–9 / 1,000,000      | G40.4                   | 3451     | ARX, CDKL5 |
| Williams-Beuren-Syndrom                                             | autosomal dominant                         | 1–20,000–50,000      | Q78.8                   | 904      | |
| XLAG-Syndrom                                                        | X rezessiv                                 | ?                    | Q04.0 Q04.3             | 452      | ARX |
| unspez.                                                             | X rezessiv                                 | gesamt 6–9 / 10,000  | F78                     | 777      | ACSL4, AGTR2, ARHGEF6, AP1S2, ARX, ATP6AP2, ATRX, CUL4B, DLG3, FTSJ1, GDI1, GRIA3, HSD17B10, HUWE1, I1RAPL1, IQSEC2, KDM5C, MAGT1, MECP2, OPHN1, PAK3, PHF8, RAB39B, RPS6KA3, SHROOM4, SLC9A6, SOX3, SYP, TSPAN7, UPF3B, ZNS41, ZNS674, ZNS81 |
| unspez.                                                             | autosomal rezessiv                         | ?                    | -                       | 88616    | CC2D1A, CRBN (Cereblon), GRIK2, PRSS12, TRAPPC9, TUSC3 |
| unspez.                                                             | autosomal dominant                         | ?                    | -                       | 178469   | CDH15 (Cadherin-15), KIRREL3, MBD5, SYNGAP1 |

Siehe auch Autosomal-rezessive primäre Mikrozephalie und X-chromosomale mentale Retardierung.

## Behindertenrecht in Deutschland

### Erwachsene
Das Bundesteilhabegesetz soll die Eingliederungshilfe und selbstbestimmte Lebensführung erwachsener Menschen mit geistiger Behinderung fördern.
Eine Entmündigung, eine Vormundschaft oder Gebrechlichkeitspflegschaft gibt es in Deutschland seit 1992 nicht mehr. Bei Zweifeln an der Fähigkeit zur selbständigen Lebensführung kann das zuständige Amtsgericht für die jeweilige Person eine Betreuung durch andere einrichten.
Eine Schuldfähigkeit im Strafrecht, eine Deliktsfähigkeit und Geschäftsfähigkeit im Zivilrecht oder eine Handlungsfähigkeit im Verwaltungsrecht werden allerdings Menschen mit geistiger Behinderung häufig abgesprochen. Entsprechende Regelungen enthalten §§ 19–21 StGB, §§ 104–113 BGB und §§ 827–832 BGB.

### Förderung geistig behinderter Kinder und Jugendlicher
Die Kinder- und Jugendhilfe nach dem SGB VIII fördert allein seelisch behinderte Kinder und Jugendliche durch das Jugendamt (§ 35a SGB VIII). Hat das Kind oder der Jugendliche (auch) eine körperliche oder geistige Behinderung, sind die Träger der Eingliederungshilfe für Menschen mit Behinderungen nach dem SGB IX zuständig.
Um Kinder mit einer geistigen Behinderung in ihrer Entwicklung bestmöglich zu fördern, absolvieren sie oft mit einem möglichst frühen Beginn eine gezielte Frühförderung. Ihnen stehen im entsprechenden Alter Kindergärten offen, mancherorts gibt es integrative Einrichtungen oder spezielle Sonderkindergärten.
Da in Deutschland das Schulrecht eine Pflicht zum Besuch einer Schule für alle Kinder und Jugendlichen vorsieht, beträgt die Schulpflichtzeit auch bei Kindern und Jugendlichen mit geistiger Behinderung (inklusive Berufsschulstufe) insgesamt zwölf Jahre. Diese Zeit kann jedoch aufgrund besonderer Umstände (bei noch zu erwartender Leistungsentfaltungen) um mehrere Jahre verlängert werden.
Sprach man bis zur Mitte des 20. Jahrhunderts Menschen mit einer geistigen Behinderung noch weitgehend die Fähigkeit zur Bildung ab, so entstanden im Laufe der Jahre ab etwa 1960 mehr und mehr spezielle Sonderschulen. Die traditionelle Bezeichnung der Sonderschule für geistig Behinderte wird in den einzelnen Bundesländern mittlerweile durch andere Bezeichnungen abgelöst. Spätestens seit den 1990er Jahren bemüht man sich um eine schulische Integration auch von Kindern und Jugendlichen mit einer geistigen Behinderung: sie besuchen Regelschulen. Im Vergleich zu anderen europäischen Ländern (Skandinavien, Italien, Frankreich), die eine Integrationsrate von teilweise über 80 % erreichen, beträgt in Deutschland der Anteil der Schüler mit einer geistigen Behinderung, die in eine Sonderschule gehen, 97 %; lediglich 3 % werden integrativ beschult.
Im Zuge der Integrationsbewegung ist auch eine Erwachsenenbildung für Menschen mit einer geistigen Behinderung vielerorts Realität geworden. Im Bereich der Pädagogik kümmert sich die Geistigbehindertenpädagogik als Teilgebiet der Sonderpädagogik oder auch Heilpädagogik wissenschaftlich um die Belange von Menschen mit einer geistigen Behinderung.
Menschen mit einer geistigen Behinderung benötigen in der Regel zur selbstständigen Orientierung Texte in einfacher Sprache, sofern sie erfolgreich Lesen gelernt haben.

### Arbeits- und Wohnsituation
Menschen mit einer geistigen Behinderung ein möglichst autonomes und selbstbestimmtes Leben zu ermöglichen, schließt auch die Forderung nach einer angemessenen Arbeits- und Wohnsituation ein. Mit zunehmendem Schweregrad der Behinderung wächst allerdings der Bedarf an Unterstützung in verschiedenen Lebensbereichen: Beweglichkeit, Räumliche Mobilität, Kontinenz oder Kommunikation können bis hin zur Pflegebedürftigkeit beeinträchtigt sein.
Spätestens mit der Gründung von speziellen Werkstätten für behinderte Menschen (WfbM) seit den 1960er Jahren gab es flächendeckend in Deutschland entsprechende Arbeitsplätze des zweiten Arbeitsmarktes. Zunehmend arbeiten Menschen mit einer geistigen Behinderung auch in Arbeitsstellen des ersten Arbeitsmarktes oder in Integrationsbetrieben.
Menschen mit geistiger Behinderung werden heute in der Regel nicht mehr in Anstalten oder Krankenhäusern untergebracht, was früher zur Ausgrenzung und regelmäßig zu Hospitalismus führte. Moderne Wohnformen sollen nur die jeweils notwendige Unterstützung bieten und die Selbstbestimmung fördern. Die Möglichkeiten umfassen das betreute Wohnen in der eigenen Wohnung oder in einer Wohngemeinschaft, das Wohnheim mit individueller Betreuung und Assistenz, das Wohnen in Pflegefamilien (Beispiel: Geel), in integrativen Dörfern (Beispiel: evangelische Stiftung Alsterdorf in Hamburg), oder auch in integrativen Wohngemeinschaften (wie in München).
Während die Aufnahme einer Arbeitsstelle in der Regel nach der Schule erfolgt, verbleiben viele junge Erwachsene noch für viele Jahre in ihrer Ursprungsfamilie.

## Psychische Störungen bei Menschen mit geistiger Behinderung

### Einführung
ProblemstellungEs ist erwiesen, dass mit einer geistigen Behinderung psychische Störungen bzw. psychische Krankheitsbilder meist einhergehen. Aus Studien von englischen Autoren wie Rutter 1970, Corbett 1979, 1985, Ineichen 1984 und Reid 1980, 1985 geht hervor, dass psychische Störungen bei geistig behinderten Kindern und Erwachsenen vier- bis fünfmal häufiger auftreten als in der Normalbevölkerung. Auch weitere Untersuchungen in anderen Ländern bestätigen eine hohe Vorkommensrate psychischer Erkrankungen bei Menschen mit geistiger Behinderung.

### Entstehungstheorien

#### Erklärungsmodelle von psychischen Störungen bei geistig Behinderten
Die Entstehung besonderer psychischer Probleme geistig Behinderter wird entwicklungspsychologisch untersucht, nicht zuletzt, weil sich in den vorangegangenen Jahrzehnten der Schritt vom Defekt-Modell zum Entwicklungsmodell vollzogen hat. Diese neue Sichtweise schreibt geistig behinderten Menschen die Möglichkeit zur Entwicklung zu, wobei sich die Entwicklungsschritte, -phasen und -abfolgen keineswegs von Nichtbehinderten unterscheiden.
In der Entwicklungspsychologie existieren unterschiedliche Entwicklungstheorien, wobei sie sich alle auf die Erkenntnisse der zwei großen Psychiater Sigmund Freud und Adolf Meyer stützen. Das Zusammenwirken beider Richtungen kann als Psychodynamik bezeichnet werden.
Neben psychodynamischen Aspekten treten in der Entwicklungspsychiatrie genetische Faktoren, organische Eigenschaften, neuropsychologische Zustände, kulturelle Einflüsse, Temperamentsqualitäten und Entwicklungsmuster verschiedener psychischer Funktionen und anderen hinzu. Wie bereits erwähnt, bedienen sich die Untersucher auf dem Gebiet psychischer Beeinträchtigungen geistig behinderter Menschen Methoden vor dem Hintergrund der Entwicklungspsychiatrie. Eine entwicklungsdynamische Betrachtungsweise schließt die psychische Beeinträchtigung mit ein, die durch ein Fehlverhalten der sozialen Umwelt hervorgerufen werden kann.
```
   biologisches Substrat---Funktionen
               |       \  /     |
               |        \/      |
               |        /\      |
               |       /  \     |
             Umfeld ------- Entwicklung
 (Elemente der entwicklungsdynamischen Betrachtung)
```

Das entwicklungsdynamische Modell hilft dabei die Probleme geistig Behinderter besser zu verstehen. Zur Erklärung des Auftretens von psychischen Störungen bei geistig Behinderten wird bei DOSEN ein multidimensionales Modell der sozio-emotionalen Entwicklung verwendet.
Die Reifung des Kindes im sozio-emotionalen, kognitiven und neurophysiologischen Bereich vollzieht sich in Abhängigkeit zueinander. Die Bereiche entwickeln sich in einem Prozess, der in drei Phasen eingeteilt ist, sprich die Adaptionsphase, die Sozialisationsphase und die individuelle Phase. In jeder Phase, also in der Zeit vom ersten zum dritten Lebensjahr, werden wichtige Funktionen ausgebildet und Wesensmerkmale erworben.
Es wird davon ausgegangen, dass bei geistig Behinderten mit psychischen Störungen die kognitive und sozio-emotionale Seite sich nicht parallel und ausgeglichen ausbilden. Der kognitive Bereich entwickelt sich gegenüber dem sozio-emotionalen Bereich besser. Bei einem ungünstigen Verlauf der sozio-emotionalen Entwicklung d. h. wenn ein Kind von der normalen Entwicklung in einer altersspezifischen Phase (Adaption, Sozialisation und individuelle Phase) abweicht oder stehen bleibt, sind nach Menolascino (1970) psychische Erkrankungen die Folge. Weiterhin kann eine psychische Störung auf eine erworbene Ursache zurückgehen. Bei einer Gruppe von 730 klinisch untergebrachten Kindern stellte man bei 81 % eine psychische Störung fest. Ihre psychischen Erkrankungen wurden nach dem Diagnoseschema von Menolascino eingestuft. Bei 33 % der Probanden ermittelte man eine blockierte sozio-emotionale Entwicklung, ein Anteil von 26 % war der abweichenden sozio-emotionalen Entwicklung zugeordnet und die restlichen 22 % beliefen sich auf erworbene psychische Erkrankungen.

#### Blockade der sozio-emotionalen Entwicklung
Bei einer Blockierung bezüglich der sozio-emotionalen Entwicklung reißt die sozio-emotionale Entwicklung ab, während die kognitive weiterläuft. Kommt es in der ersten Adaptionsphase zum Stillstand, so stellt sich beim Kind eine „primäre Kontaktstörung“ ein. Eine „sekundäre Kontaktstörung“ liegt vor, wenn sich die Symptome einer Kontaktstörung nach einer ersten Bindungserfahrung zeigen.

#### Abweichende sozio-emotionale Entwicklung
Unter „abweichende sozio-emotionale Entwicklung“ versteht man, dass die sozio-emotionale Entwicklung des Kindes voranschreitet, aber sich in Qualität und Richtung von einer Normalentwicklung unterscheidet.

#### Erworbene psychische Erkrankungen
Die Betroffenen haben hierbei eine Prädisposition für eine bestimmte Abweichung in einem bestimmten Alter erworben, die unter bestimmten Umständen aufbrechen kann.

### Diagnostik
Psychodiagnostik geistig behinderter PatientenDie Untersuchung geistig behinderter Menschen mit psychischen Krankheiten erfolgt mit dem vorhandenen Instrumentarium der Psychiatrie und klinischen Psychologie. Sie beinhaltet Techniken und Methoden, die hier kurz vorgestellt werden.
In der Anamnese werden der Patient und seine Familie vom Untersucher zur Krankheitsvorgeschichte befragt. Eine Grundmethode der Psychologie zur Persönlichkeitsentwicklung ist die Verhaltensbeobachtung. Der Untersucher kann den Patienten auf ein bestimmtes Verhalten in einer bestimmten Situation hin wahrnehmen. Bei Menschen, die einen IQ unter 50 haben, ist besonders häufig eine Abweichung des ZNS vorzufinden. Da eine Verhaltens- und psychische Störung Ausdruck einer organischen Störung (z. B. Abweichung des ZNS) sein kann, muss durch eine körperliche Untersuchung geprüft werden, ob ein Zusammenhang zwischen den beiden Störungen besteht. Da das Nervensystem alle organischen und psychologischen Vorgänge im Körper beeinflusst, wird hierbei auch eine neuropsychologische Untersuchung notwendig. Des Weiteren folgen verschiedene Zusatzuntersuchungen wie Röntgenaufnahmen des Schädels, EEG, CCT und biochemische Blut- und Urinuntersuchungen. Psychometrische Tests dienen zur Untersuchung von Persönlichkeitsmerkmalen.
Auch die Intelligenz fällt darunter und kann mit sogenannten Intelligenztests ermittelt werden.
Sie ziehen damit die Grenze zwischen Normalität und geistiger Behinderung. Ein Proband kann nach seinem errechneten IQ in eine Kategorie mit entsprechendem Ausprägungsgrad eingestuft werden. Lerntests versuchen auch die kognitiven Leistungen des Kindes zu erfassen. Das geschieht, indem das Kind die Aufgaben immer löst. Nach der Feststellung des Leistungsniveaus wird dem Kind geholfen und anschließend wird die Leistung gemessen. Es dient dem Zweck, festzustellen, welche und in welchem Umfang das Kind Hilfe benötigt, um die Aufgabe zu lösen. Mit Hilfe von sozialen und adaptiven Verhaltensskalen können Verhaltensabläufe von geistig Behinderten in ihrer Umgebung registriert werden. Bei der psychiatrischen Untersuchung stehen dem Psychiater zwei Verfahren und Mittel zur Verfügung, die ihm das Erforschen psychischer Erkrankungen erleichtern. Diese werden auch bei Nichtbehinderten kombiniert angewandt. Bevor der Psychiater Tests durchführt, wird er über Kommunikation und Beobachtung notwendige Informationen über seinen Patienten sammeln. Der Psychiater wird das Gespräch dahingehend gestalten, dass der Patient mit emotional beladenen Themen konfrontiert wird. Die Reaktionen des Patienten werden vom Psychiater ausgewertet. Schließlich wird das Gespräch wieder auf entspannte Themen gelenkt und dem Patienten wird Solidarität vermittelt.

### Leitprinzipien für Pädagogik und Therapie
Pädagogen, Therapeuten und Psychotherapeuten sollten sich bei den Aufgaben und Zielen nicht im Weg stehen, sondern sich gegenseitig unterstützen. Es muss eine gemeinsame Basis gefunden werden, um den Patienten bestmöglich zu helfen. Zur Unterstützung der Therapie dienen neun Leitprinzipien:
1. Erwachsenengemäße Orientierung – Erwachsene, die an einer geistigen Behinderung leiden, werden oftmals immer wieder als Kind behandelt. Sie werden als „ewige Kinder“ angesehen und bekommen so nicht den Respekt, den sie verdienen.
2. Subjektzentrierung – Bei der Therapie soll auf den Betroffenen geachtet werden. Seine Wünsche müssen respektiert werden. Die Behinderung darf nicht zum bloßen Objekt der Therapie werden.
3. Ich-Du-Bezug – Jede Therapie sollte als partnerschaftliche Beziehung und nicht als Zwang (oder ähnliches) angesehen werden.
4. Emanzipatorisches Prinzip – Der Patient soll sich eigenständig zu einem ich-starken Menschen entwickeln. Seine Wünsche und Interessen sollen mit in seine Entwicklung eingehen. Genau wie jeder andere Mensch hat er seinen Platz in der Gesellschaft.
5. Assistenz und Kooperation – Der Weg zur Selbständigkeit ist das Ziel. Nicht das Ziel an sich.
6. Ganzheitlich-integratives Prinzip – Der geistig behinderte Mensch muss als „Einheit“ angesehen werden. Jede Arbeit der Pädagogik sollte „multiperspektivisch“ angelegt sein.
7. Prinzip der Entwicklungsgemäßheit – Die Orientierung am Menschen steht im Vordergrund: In einer für den Patienten angenehmen Situation soll immer eine Stufe mehr erlernt werden.
8. Lebensnähe und handelndes Lernen – Der Patient soll im natürlichen Lebensraum sowohl die alltäglichen Hausarbeiten als auch die Lebenswirklichkeit außerhalb des Wohnmilieus erfahren.
9. „Sein“–lassen und Vertrauen in die Ressourcen – Nicht nur das Lernen und Verbessern der Fähig- und Fertigkeiten sollte im Vordergrund stehen, sondern auch das zweckfreie und selbstbestimmte Leben. Dem Patienten muss die Möglichkeit gegeben werden sein eigens Leben zu entdecken.

## Geistige Behinderung und Sexualität
Sind Menschen mit geistiger Behinderung im rechtlichen Sinne handlungsfähig und geschäftsfähig, so dürfen sie auch durch Heirat eine Ehe eingehen. Eingriffe in die sexuelle Selbstbestimmung Volljähriger, etwa durch das Personal von Heimen in Form der Verhinderung jeglicher sexueller Betätigung geistig behinderter Bewohner, sind unzulässig.
Verboten sind in Deutschland seit 1992 Zwangssterilisationen von Menschen mit geistiger Behinderung (wie zum Beispiel zur Zeit des Nationalsozialismus, aber auch noch in den ersten Jahrzehnten der Bundesrepublik Deutschland üblich). Ohne ihre Zustimmung dürfen Menschen nicht mehr sterilisiert werden. Das gilt auch für Minderjährige. Bei nicht einwilligungsfähigen Menschen darf ihr Betreuer nur unter den engen Voraussetzungen des § 1905 BGB einwilligen. Soll eine Sterilisation durchgeführt werden, ist ein zusätzlicher Sterilisationsbetreuer zu bestellen.
Art. 23 Absatz 1c des Übereinkommens über die Rechte von Menschen mit Behinderungen der UNO fordert von den Mitgliedsstaaten der UNO eine Garantie, dass „Menschen mit Behinderungen, einschließlich Kindern, gleichberechtigt mit anderen ihre Fruchtbarkeit behalten.“

## Anliegen für die Zukunft
Die Anliegen, deren Realisierung ein Ziel von Menschen mit unterschiedlichen kognitiven Behinderungen und deren Familien und Freunden ist, lassen sich zusammenfassen in den Leitgedanken:
- Soziale Teilhabe statt Pflege
- Überlegte Planung statt Barrierenerrichtung
- Achtung und Respekt statt Diskriminierung
- Integrierte Teilhabe statt vorgeburtlicher Selektion und gesellschaftlich-institutioneller Ausgrenzung

## Diskussionen über den Begriff und das ihm zugrunde liegende Konzept

### Veraltete Bezeichnungen
Schwachsinn und (bei angeborenen Formen) Oligophrenie (lat. oligophrenia) sind veraltete Fachbegriffe für eine Intelligenzminderung. Die alten Begriffe Grenzdebilität und Debilität (von lat. debilis ‚ungelenk, schwach‘), Imbezillität (von lat. imbecillus ‚schwach, gebrechlich‘) und Idiotie (von altgr. ἰδιώτης idiotes ‚der abgesondert, für sich Lebende‘) bzw. Idiotismus bezeichneten alle ebenfalls lediglich unterschiedliche Grade des Schwachsinns. Auf Vorarbeiten von Philippe Pinel aufbauend hatte Jean Étienne Esquirol Anfang des 19. Jahrhunderts die Idiotie von der Demenz unterschieden. Nach heutiger Nomenklatur entspricht die Debilität einer leichten (ICD-10F 70), die Imbezillität einer mittelgradigen (F 71) und schweren (F 72) und die Idiotie einer schwersten Intelligenzminderung (F 73) (vgl. die Tabelle in Intelligenzminderung § Stufen der Intelligenzminderung). Die alten Begriffe sind vollständig aus der Fachsprache verschwunden. Die Begriffe Idiotie und Debilität (weniger Imbezillität) fanden als Schimpfwörter Eingang in die Alltagssprache und waren daher zuletzt aufgrund dieser negativen Konnotation gar nicht mehr fachsprachlich verwendbar. All diese Synonyme für „Intelligenzminderung“ waren aber auch inhaltlich schon immer ungeeignet, da sie nur einen Teilaspekt der geistigen Behinderung bezeichnen, den man früher fälschlicherweise als wesentlich für die Behinderung ansah.
Der Begriff Schwachsinn fand sich bis Dezember 2020 noch im Strafgesetzbuch (StGB) der Bundesrepublik Deutschland (§ 20 StGB „Schuldunfähigkeit wegen seelischer Störungen“). Mit dem 60. Gesetz zur Änderung des Strafgesetzbuchs vom 30. November 2020 wurde dieser durch den Begriff „Intelligenzminderung“ ersetzt. Im Betreuungsrecht, das 1992 eingeführt wurde, wird demgegenüber der Begriff der geistigen Behinderung in § 1896 BGB verwendet.

### Alternativen für den Begriff „geistig Behinderte“, Interpretations- und Zuordnungsprobleme
Auch der Sprachgebrauch im Umgang mit Menschen, die diese Behinderung haben, hat sich deutlich gewandelt. So wurde in den 1960er Jahren noch von „geistig Behinderten“ oder „Schwachsinnigen“ gesprochen. Da diese Formulierungen jedoch die Behinderung vor dem Menschen betonen und diesen damit stigmatisieren, wurde später vom „Menschen mit geistiger Behinderung“ gesprochen. Damit wird der Mensch in den Vordergrund gestellt und die geistige Behinderung ist eine von vielen Eigenschaften. In der DDR wurde der Begriff teilweise durch „psychische Behinderung“ ersetzt, da man die Psyche in ihrer Eigenschaft als Körperfunktion unterstreichen wollte und nicht als geistige, körperunabhängige Eigenschaft verstand. Beide Begriffe sind noch gebräuchlich, werden als konnotativ neutral verwendet, bezeichnen jedoch leicht unterschiedliche Dinge, denn die „psychische Behinderung“ bezeichnet auch psychiatrische Krankheitsbilder, die nicht oder unwesentlich mit einer Intelligenzminderung einhergehen, die Person aber in ihrer Alltagstüchtigkeit beeinträchtigen. So können ausgeprägte depressive Syndrome – durch Antriebsminderung, Interessenverlust und Konzentrationsminderung – die Lern- und Leistungsfähigkeit so weit behindern, dass man von einer „depressiven Pseudodemenz“ spricht, wobei eine „geistige“ Behinderung nach heutigem Begriffsverständnis aber keineswegs vorliegt.
Auch Sichtweisen, die eine Behinderung als soziale und weniger als personale Kategorie ansehen, haben die Sichtweise von geistiger Behinderung gewandelt. So unterscheidet die Weltgesundheitsorganisation (WHO) 2001 zwischen der ursächlichen Schädigung, der daraus resultierenden Beeinträchtigung der Aktivität, der Beeinträchtigung der Teilhabe in einem Lebensbereich oder einer Lebenssituation, sowie den Umfeldfaktoren in der physikalischen, sozialen und einstellungsbezogenen Umwelt. Damit muss eine Schädigung oder eine Aktivitätsbeeinträchtigung nicht zwingend zu einer sozialen Beeinträchtigung und damit Behinderung führen.
In den Empfehlungen der Kultusministerkonferenz von 1994 und 1998 wird vom Förderschwerpunkt geistige Entwicklung als Zielgebiet der Sonderpädagogen gesprochen. Als Bezeichnung für entsprechende Schüler wird weiterhin Kinder und Jugendliche mit einer geistigen Behinderung verwendet; es tauchen jedoch vereinzelt schon Bezeichnungen auf wie Kinder und Jugendliche mit dem Förderbedarf geistige Entwicklung oder Kinder und Jugendliche mit besonderem Förderbedarf im Bereich ganzheitliche Entwicklung.

#### Alternativbegriff „Menschen mit einer kognitiven Behinderung“
Von einigen Autoren und zunehmend auch Vertretern verschiedener pädagogischer Richtungen wie Sonderpädagogik, Sozialpädagogik oder Heilpädagogik wird der Begriff kognitive Behinderung bevorzugt.
Der Begriff kognitive Behinderung (cognitive disability) wird von einer Anzahl von Vertretern aus Literatur und Lehre gegenüber der geistigen Behinderung bevorzugt, da er den qualitativen Unterschied zwischen Geist und Gehirn oder zwischen geistigen Fähigkeiten und kognitiven Fähigkeiten herausstelle.
So zählten zu den geistigen Fähigkeiten eines Menschen auch das Vermögen, Gefühle – wie etwa Wut, Trauer, Freude, Glück oder auch Empathie – zu empfinden beziehungsweise auszudrücken. Dieses Fähigkeitsspektrum ist beispielsweise bei Menschen mit Down-Syndrom (Trisomie 21), denen bislang das Attribut einer geistigen Behinderung zugeschrieben wurde, normalerweise gar nicht beeinträchtigt, weshalb die gängige Bezeichnung ihren Kritikern als zu unscharf oder sogar als diskriminierend erscheint.
Zu den von einer Behinderung betroffenen kognitiven Fähigkeiten zählten dagegen Aufmerksamkeit, Wahrnehmungsfähigkeit, Erkenntnisfähigkeit, Schlussfolgerung, Urteilsfähigkeit, Erinnerungsvermögen und Merkfähigkeit, Lernfähigkeit, Abstraktionsvermögen und Rationalität.
Gegner einer alternativen Sprachregelung führen an, dass auch der neue Begriff Unschärfen berge – so konzentriere er sich auf Fähigkeiten der Ratio, decke aber im Gegensatz zur alten Nomenklatur Aspekte der emotionalen und sozialen Reife nicht ab, die durchaus von einer geistigen Behinderung betroffen sein können. Die diskriminierende Wirkung des alten Begriffs unterliege der Bedeutungsverschlechterung, die auch jede Neuschöpfung nach längerem Gebrauch erfassen würde und ihrerseits eine Ersetzung erfordere.
Der Stand der Verbreitung des neuen Begriffs in Literatur und Lehre ist sehr unterschiedlich, je nach Autor und Fakultät. Während er die meiste Verbreitung unter progressiven Vertretern der Sonder- und Sozialpädagogik findet, ist er etwa im Bereich der Medizin und der Psychiatrie kaum bekannt. In der Terminologie der Neurologie würde man unter einer kognitiven Behinderung im Wortsinn dagegen auch den isolierten Ausfall einer kognitiven Funktion, etwa eine starke Störung der Merkfähigkeit, verstehen wie sie etwa durch eine Schädigung des Gehirns hervorgerufen werden kann. In den Alltagssprachgebrauch außerhalb der Fachwelt hat der Begriff kognitive Behinderung noch keinen Einzug gehalten.

#### Alternativbegriff „Menschen mit einer kognitiven Beeinträchtigung“
Ein Trend ist erkennbar, das Wort „Behinderung“ generell zu meiden und durch das Wort „Beeinträchtigung“ zu ersetzen.
Demnach würden sprachlich aus „Menschen mit einer geistigen Behinderung“ „Menschen mit einer kognitiven (oder mentalen) Beeinträchtigung“. So Sprechende und Schreibende verkennen allerdings, dass das deutsche Sozialrecht eine scharfe Grenze zwischen Menschen mit und ohne Behinderung zieht. Diese Grenze verteidigte Peter Masuch, Präsident des Bundessozialgerichts, auf dem Werkstättentag 2016 in Chemnitz: „Während […] der Mensch ohne Behinderung sich wegen des Nachrangs der Sozialhilfe selber helfen kann und muss, bedarf der Mensch mit Behinderung der Unterstützung durch Mitmenschen und Gesellschaft.“ So sind beispielsweise Beschäftigte in einer Werkstatt für behinderte Menschen zuverlässig vor Arbeitslosigkeit geschützt, nicht aber Menschen unterhalb des gesetzlichen Renteneintrittsalters, denen bescheinigt wurde, zumindest teilweise erwerbsfähig zu sein. Hintergrund der Aussage Masuchs ist die Absicht, den Personenkreis, der sich rechtwirksam auf die UN-Behindertenrechtskonvention berufen können soll, in Grenzen zu halten.
Wer Menschen mit einer Behinderung als „beeinträchtigt“ oder auch „benachteiligt“ bezeichnet, verunklart, ob bzw. inwieweit Vorschriften des Sozialgesetzbuchs auf die betreffenden Personen anwendbar sind, da nicht jede, sondern nur eine dauerhafte und gravierende Beeinträchtigung rechtlich als „Behinderung“ gilt. Beim Begriff „Beeinträchtigung“ wird (Kategorie „Dauerhaftigkeit“) verunklart, dass z. B. Menschen mit einer wahrscheinlich mittelfristig ausheilenden Fraktur (anders als Menschen mit einer Behinderung) nur vorübergehend auf Barrierefreiheit angewiesen sind, während z. B. Personen, die einen Kinderwagen schieben, nicht „gravierend“ durch Drehtüren beeinträchtigt sind.

#### Alternativbegriff „Menschen mit einer intellektuellen Entwicklungsstörung“
Im Rahmen des medizinischen „Modells der Behinderung“ wird häufig zur Veranschaulichung des Grades einer kognitiven Beeinträchtigung das „Intelligenzalter“ eines Erwachsenen angegeben. Dessen intellektuelles Niveau entspreche demnach dem eines durchschnittlich intelligenten x-jährigen Kindes. In diesem Kontext ist der Vorschlag zu verstehen, von einer Entwicklungsstörung zu sprechen, deren Opfer ein erwachsener Patient geworden sei. In DSM-5 ist von einer „Intellektuellen Entwicklungsstörung“ als Ersatzbegriff für den noch in DSM-IV benutzten Begriff „geistige Behinderung“ die Rede; im Gespräch war es, für ICD-11 ebenfalls den Ersatzbegriff „Intellektuelle Entwicklungsstörung“ zu benutzen.
Allerdings geht aus der Übersicht „Umschriebene Entwicklungsstörungen und intellektuelle Behinderungen“ der Abteilung für Psychiatrie und Psychotherapie im Kindes- und Jugendalter der Albert-Ludwigs-Universität Freiburg hervor, dass traditionell der Begriff „Entwicklungsstörung“ für das Aussetzen einer zunächst normalen Entwicklung eines Kindes verwendet wird, oft im Anschluss an eine Entwicklungsverzögerung. Die Autoren legen Wert auf die Unterscheidung zwischen „umschriebenen Entwicklungsstörungen“ und „globalen Entwicklungsstörungen“. Der erstgenannte Begriff bezeichnet vor allem Teilleistungsstörungen wie z. B. die Legasthenie oder die Dyskalkulie. Die traditionell als „geistige Behinderung“ bezeichnete Störung hingegen ist im Regelfall „global“, d. h. (fast) alle Leistungsbereiche umfassend.

#### Alternativbegriff „Menschen mit Lernschwierigkeiten“
Die Self-Advocacy-Bewegung (Selbstvertretungsbewegung), in Deutschland am stärksten vertreten durch den Verein Mensch zuerst – Netzwerk People First Deutschland, lehnt den Ausdruck „geistige Behinderung“ ebenfalls aufgrund der ihm zugeschriebenen Diskriminierung ab und setzt sich für seine Abschaffung ein. Sie fordert, den Begriff „Menschen mit Lernschwierigkeiten“ zu verwenden und damit den Unterschied zu Menschen mit Lernbehinderungen aufzuheben, weil es so etwas wie „geistige Behinderung“ gar nicht gebe. Der Unterschied zwischen Sachverhalten, die üblicherweise als „geistige Behinderung“ bezeichnet werden, und üblicherweise als „Lernbehinderung“ bezeichneten Sachverhalten wird dabei bewusst verwischt.
Andere Selbsthilfegruppen haben den Impuls von „Mensch zuerst“ wohlwollend aufgegriffen:

„‚[G]eistig Behinderte‘ werden oft nicht ernst genommen. Man redet mit ihnen dann wie mit Kindern. Oder man redet gar nicht mit ihnen selbst. Oft werden nur ihre Begleiter angesprochen. Die Leute von der Selbsthilfeorganisation ‚Mensch zuerst (People First)‘ sagen: Die Bezeichnung ‚Menschen mit Lernschwierigkeiten‘ ist besser. Das finden wir auch.“

Der Begriff „Menschen mit Lernschwierigkeiten“ hat auch Eingang in wissenschaftliche Studien und in Veröffentlichungen von Praktikern gefunden, die sich am medizinischen Modell der Behinderung orientieren.
Einige Ortsverbände der Lebenshilfe für Menschen mit geistiger Behinderung haben, aufgrund ihrer Öffnung für andere Behindertenrichtungen, den Begriff „geistige“ aus ihrem Namen gestrichen, während andere bei der alten Bezeichnung geblieben sind. In einer von der Bundesvereinigung Lebenshilfe herausgebrachten Informationsbroschüre wird bereits eingeräumt, dass „geistige Behinderung … vielleicht kein Wort für die Zukunft“ sei und man es nur so lange weiter verwende, bis ein besserer Begriff gefunden wird.
Die Lebenshilfe Österreich hat sich bereits dazu entschlossen, sich auf Bundesebene nunmehr „Lebenshilfe für Menschen mit Behinderung“ zu nennen und auf das Beiwort „geistiger“ vollständig zu verzichten. Momentan wird über Alternativen nachgedacht; es soll „eine neue Definition und eine Klassifikation gefunden werden, die auf der Beschreibung von kognitiven Fähigkeiten“ basiert. Auch andere Selbsthilfeorganisation halten den Kompromiss für akzeptabel, den Begriff „Behinderung“ (ohne Attribut) beizubehalten, zumal er ein Schlüsselbegriff des deutschen Sozialrechts sei, ohne dessen Benutzung man keine brauchbaren Aussagen über die Rechtslage machen könne.
Ein Problem bei dem völligen Verzicht auf das Wortfeld „Behinderung“ im Zusammenhang mit dem Begriff „Menschen mit Lernschwierigkeiten“ besteht darin, dass einer Studie zufolge 20 bis 25 Prozent aller Kinder und Jugendlichen in Deutschland von „Lernschwierigkeiten“ betroffen sein sollen. Die meisten dieser jungen Menschen gelten nicht als behindert. Eigentlich werden von Psychologen traditionell „eher temporäre, partielle und leichtere Formen der Lernerschwernis“ als „Lernschwierigkeiten“ bezeichnet. Wenn die Formulierung „Mensch mit Lernschwierigkeiten“ im Sinne von „Mensch zuerst“ zum gängigen Sprachgebrauch wird, versteht z. B. nur derjenige, der weiß, dass Ausbildungsgänge zum Fachpraktiker in der Regel nicht für Menschen mit geistigen Behinderungen geeignet sind, auf Anhieb, dass mit der Aussage: „Die Ausbildung zum/zur ‚Fachpraktiker/-in Service in sozialen Einrichtungen‘ dauert zwei Jahre und richtet sich an Haupt- und Förderschüler/-innen ab 16 Jahren mit Lernschwierigkeiten“ geistig behinderte Schulabsolventen nicht mitgemeint sind. (An anderer Stelle im zitierten Text ist allerdings davon die Rede, dass der Ausbildungsgang „jungen, lernbehinderten [sic!] Menschen eine echte Chance auf dem 1. Arbeitsmarkt ermöglichen“ solle). In wiederum anderen Texten wird der Begriff Lernschwierigkeiten zum Synonym für geistige Behinderung erklärt, was suggeriert, dass traditionell als lernbehindert Kategorisierte nicht zu den Menschen mit Lernschwierigkeiten gehören, obwohl auch sie für eine gelungene Kommunikation auf den Gebrauch Leichter Sprache angewiesen seien.
Die durch die verschiedenen Bedeutungen des Begriffs Lernschwierigkeiten erzeugte Verwirrung charakterisierten Susanne J. Jekat, David Hagmann und Alexa Lintner mit den Worten: „[D]ie Zielgruppe ‚Menschen mit Lernschwierigkeiten‘ [besteht] aus mindestens zwei Gruppen, nämlich Menschen mit Lernschwierigkeiten und Menschen mit kognitiven Behinderungen, Letztere aber [möchten] selbst als ‚Menschen mit Lernschwierigkeiten‘ bezeichnet werden“.

#### Alternativbegriff „Praktisch Bildbare“
Im Land Hessen wurde 1962 offiziell eine neue Schulform eingerichtet, die „Schule für Praktisch Bildbare (Sonderschule)“. Durch diese neue Schulform wurde nicht nur anerkannt, dass auch Menschen, die aller Voraussicht nach nie lesen, schreiben und rechnen können werden, ein Recht auf Bildung besitzen, wenn sich diese auch weitgehend auf praktische Fertigkeiten beschränkt, die die betreffenden Menschen erlernen können. Zugleich wird durch die Begriffswahl sprachlich das Wortfeld „Behinderung“ gemieden. Der Begriff „praktisch Bildbare“ ist bis heute im amtlichen Sprachgebrauch in Hessen üblich.

#### Alternativbegriffe „anders Begabte“ und „Menschen mit besonderen Fähigkeiten“
Zunehmend werden Menschen mit einer geistigen Behinderung von institutioneller Seite als „anders Begabte“ oder als „Menschen mit besonderen Fähigkeiten“ bezeichnet. Diese Bezeichnung ist durchaus ernsthaft gemeint. Anerkannt ist das künstlerische Schaffen geistig behinderter Menschen, dessen Ergebnisse dem Sammelbegriff Art brut zugeordnet werden. Es gibt eine Reihe von Ansätzen, das kreative und künstlerische Potenzial geistig Behinderter gesellschaftlich bewusst zu machen und zu fördern. So ist das Projekt „Spinnst du?“, in dem Menschen mit geistiger Behinderung künstlerisch aktiv werden, mit dem „Förderungspreis für Kunst- und Kulturprojekte zur Integration von Menschen mit Behinderung 2006“ der Republik Österreich und mit einem Preis der Unruhe Privatstiftung der „SozialMarie 2008“ ausgezeichnet worden. Diese Begriffe haben sich im Alltagsgebrauch der Mehrheitsbevölkerung allerdings noch nicht durchgesetzt.
Allerdings besteht die Gefahr einer Euphemismus-Tretmühle und, dass der Begriff „Menschen mit besonderen Fähigkeiten“ auf herkömmliche Weise interpretiert wird. Mit diesem Begriff werden traditionell eher Hochbegabte und Menschen mit ausgeprägten Spezialtalenten bezeichnet.

## Länderspezifische Situation
Während ein hoher medizinischer und pädagogischer Standard und ein verbessertes Wissen um Entwicklungsmöglichkeiten es Menschen mit geistiger Behinderung mittlerweile in vielen Ländern ermöglicht, ein gutes und langes Leben zu führen, sieht es in manchen Regionen dahingehend noch sehr schlecht aus. In Russland beispielsweise wird auch heute noch Eltern eines behinderten Kindes geraten, es in ein Heim zu geben. Durch unzureichende personelle und materielle Ausstattung, Mangelernährung und wenig Bewegungsfreiheit und so gut wie keine pädagogische Zuwendung, Förderung und Therapie werden viele Entwicklungsschritte nicht erreicht (Laufen und Sprechen). Oftmals versterben die Kinder bereits vor dem Erreichen der Pubertät, da sie medizinisch kaum oder ungenügend behandelt werden. Eine Schulbildung ist wenn überhaupt nur für leicht beeinträchtigte Kinder und Jugendliche vorgesehen und Arbeitsmöglichkeiten für erwachsene Menschen mit Behinderung sind nur sporadisch vorhanden.

## Kinder- und Jugendliteratur
- Rachna Gilmore: Eine Freundin wie Zilla. Klopp, München 1997, ISBN 3-7817-0660-5.
- Karin Jaeckel: Mitleid? Nein danke! 1990, für Jugendalter.
- Elizabeth Laird: Ben lacht. 1999, ab 14 Jahre.
- Grete Randsborg-Jenseg: Lieber Niemand. 1997, ab 14 Jahre.
- Inge Obermayer: Georgie. Ueberreuter, Wien 1989, ISBN 3-8000-2305-9.
- Renate Welsh: Drachenflügel. dtv, München 1992.
- Sarah Weeks: So B. It. Hanser, München 2005, ISBN 3-446-20643-4.